# Sony Xperia Z2
Le Sony Xperia Z2 est un smartphone haut de gamme conçu par la société Sony Mobile Communications, successeur du Sony Xperia Z1, Il est annoncé lors du Mobile World Congress 2014.
Le Z2 a la particularité (comme les autres Xperia Z) d'être étanche.
Il ne doit pas être confondu avec la tablette Sony Xperia Z2 10.1, tablette -étanche également - qui existe en deux versions (Wifi seul ou Wifi + 4G).

## Multimédia
Sony vend son smartphone comme étant très bon pour la photo, Le Xperia Z2 est équipé d'un grand capteur de 1/2.3 pouces de 20.7 mégapixels et d'une lentille lumineuse, si le Z1 avait déçu certains utilisateurs, le Z2 offre un meilleur traitement de l'image avec le processeur Bionz, il inaugure aussi la possibilité de filmer en définition UltraHD (3840x2160) à 30 images par seconde, ainsi qu'un mode ralenti slow motion en HD (1280x720) à 120 images par seconde.
L'écran du Xperia Z2 est de technologie IPS, qui permet en théorie d'offrir des angles de vision plus larges et un meilleur contraste, l'écran est surtout plus lumineux que ses prédécesseurs, mais les couleurs seraient en effet moins précises, la définition est de 1920 par 1080 pixels (Full HD), une définition relativement impressionnante même sur un écran de 5.2 pouces.